# Crotalaria protensa
Crotalaria protensa är en tvåhjärtbladig växtart som beskrevs av Baker. Crotalaria protensa ingår i släktet sunnhampor, och familjen ärtväxter. Inga underarter finns listade i Catalogue of Life.